# Daria Tchikrizova
Daria Sergueïevna Tchikrizova (en russe : Дарья Сергеевна Чикризова) est une joueuse de volley-ball russe née le 9 juin 1990. Elle mesure 1,77 m et joue au poste de libero. Elle totalise 6 sélections en équipe de Russie.

## Clubs
| Club                   | De        | À         |
| ---------------------- | --------- | --------- |
| Universitet Belgorod   | 2008-2009 | 2008-2009 |
| Severstal Tcherepovets | 2009-2010 | 2009-2010 |
| Fakel Novy Ourengoï    | 2010-2011 | 2010-2011 |
| Dinamo Moscou          | 2011-2012 | 2013-2014 |
| Oufimotchka Oufa       | jan 2014  | mai 2014  |
| VK Severianka          | 2014-2015 | 2017-2018 |
| Dinamo-Metar           | 2018-2019 | 2018-2019 |
| Ouralotchka NTMK       | 2019-2020 | …         |

## Palmarès
- Coupe de Russie
  - Vainqueur : 2011, 2013.
  - Finaliste : 2012.
- Championnat de Russie
  - Finaliste : 2012, 2013, 2014.